# Попов, Андрей Владимирович (энтомолог)
Андрей Владимирович Попов (1940 — 9 января 2009 года) — российский энтомолог, один из ведущих мировых специалистов по нейроэтологии, акустическому поведению и физиологии слуха насекомых.
Лауреат Государственной премии СССР.

## Биография
- с 1962 работал в Институте эволюционной физиологии и биохимии им. И. М. Сеченова (Санкт-Петербург), кандидат биологических наук (1968).
- заведующий лабораторией нейроэтологии насекомых
- профессор

## Награды и звания
- Государственная премия СССР (1987)
- действительный член Европейской Академии
- член Германской Академии Естествоиспытателей Леопольдины (1992)[1]
- член-корреспондент Королевской Академии Наук Дании (Regia Academia scientiarum Danica)
- член-корреспондент Академии Наук Словении (Slovenska Akademija Znanosti in Umetnosti)
- член Международного Общества Нейроэтологов (International Society of Neuroethologists)

## Публикации
- Попов А.В. Акустическое поведение и слух насекомых. — Л.: Наука, 1985. — 256 с.
- Попов А. В., Савватеева-Попова Е. В., Камышев Н. Г. 2000. Особенности акустической коммуникации у плодовых мушек Drosophila melanogaster. //Сенсорные системы. 2000. Т. 14. № 1. С. 60.
- Попов А. В., Переслени А. И., Озерский П. В. и др., 2002. Роль нодулей центрального комплекса головного мозга Drosophila melanogaster в контроле поведения ухаживания и звукоизлучения//Сенсорные системы. Т. 16, № 4. С. 297—308.
- Попов А. В., Переслени А. И., Озерский П. В. и др., 2003. Роль протоцеребрального моста центрального комплекса головного мозга Drosophila melanogaster в контроле поведения ухаживания и звукоизлучения самцов//Журнал эволюционной биохимии и физиологии. Т. 39, № 6. С. 530—539.
- Попов А. В., Переслени А. И., Озерский П. В. и др., 2005. Роль вееровидного и эллипсоидного тел центрального комплекса головного мозга Drosophila melanogaster в контроле поведения ухаживания и коммуникационного звукоизлучения самцов//Российский физиологический журнал им. И. М. Сеченова. Т. 35, № 7. С. 385—399.